# جری وینهولتز
جری وینهولتز (انگلیسی: Jerry Winholtz; ۵ اوت ۱۸۷۴ – ۱۶ ژوئن ۱۹۶۲) کشتی‌گیر اهل ایالات متحده آمریکا بود.